# نادية كاسيني
نادية كاسيني (بالإنجليزية: Nadia Cassini)‏ هي عارضة ومغنية وممثلة أمريكية، ولدت في 2 يناير 1949 في الولايات المتحدة.

## وصلات خارجية
- نادية كاسيني على موقع IMDb (الإنجليزية)
- نادية كاسيني على موقع روتن توميتوز (الإنجليزية)
- نادية كاسيني على موقع ميوزك برينز (الإنجليزية)
- نادية كاسيني على موقع أول موفي (الإنجليزية)
- نادية كاسيني على موقع ديسكوغز (الإنجليزية)
- نادية كاسيني على موقع قاعدة بيانات الفيلم (الإنجليزية)